# Битка код Вердена (1792)
Битка код Вердена одиграла се 20. августа 1792. године и у њој су учествовале француске револуционарне снаге и пруска армија. Пруске снаге су однеле победу. Ова победа отворила је пруским снагама пут ка Паризу.